# Puchar Niemiec w piłce nożnej (1966/1967)
Puchar Niemiec w piłce nożnej mężczyzn 1966/1967 – 24. edycja rozgrywek mających na celu wyłonienie zdobywcy Pucharu Niemiec, który uzyskał tym samym prawo gry w kwalifikacjach Pucharze Zdobywców Pucharów (1967/1968). Tym razem trofeum wywalczył Bayern Monachium. Finał został rozegrany na Neckarstadion w Stuttgarcie.

## Kwalifikacje
Mecze rozegrano 25 i 31 grudnia 1966 roku.
| Drużyna 1      | Wynik | Drużyna 2           |
| -------------- | ----- | ------------------- |
| Altonaer FC 93 | 2:1   | 1. FC Nürnberg      |
| Hessen Kassel  | 6:2   | Eintracht Frankfurt |

## Plan rozgrywek
Rozgrywki szczebla centralnego składały się z 5 części:
- Runda 1: 14–25 stycznia 1967
- Runda 2: 3–14 lutego 1967
- Ćwierćfinał: 25 marca–12 kwietnia 1967
- Półfinał: 6 maja 1967
- Finał: 10 czerwca 1967 roku na Neckarstadion w Stuttgarcie

## Pierwsza runda
Mecze rozgrywano od 14 do 25 stycznia 1967 roku.
| Drużyna 1            | Wynik      | Drużyna 2                |
| -------------------- | ---------- | ------------------------ |
| Altonaer FC 93       | 0:6        | Hamburger SV             |
| Borussia Dortmund    | 2:2 (dog.) | 1. FC Köln               |
| Rot-Weiss Essen      | 1:2        | Karlsruher SC            |
| Alemannia Aachen     | 1:1 (dog.) | FK Pirmasens             |
| Hessen Kassel        | 2:2 (dog.) | Werder Brema             |
| Hannover 96 II       | 2:2 (dog.) | Borussia Neunkirchen     |
| 1. FC Saarbrücken    | 2:4        | VfB Stuttgart            |
| FC Schalke 04        | 4:2        | Borussia Mönchengladbach |
| 1. FC Kaiserslautern | 2:1        | Hannover 96              |
| VfB Lübeck           | 0:1 (dog.) | Kickers Offenbach        |
| Duisburger FV 08     | 0:2        | Schwarz-Weiss Essen      |
| Waldhof Mannheim     | 1:3        | Fortuna Düsseldorf       |
| SpVgg Erkenschwick   | 1:0        | Stuttgarter Kickers      |
| Hertha BSC           | 2:3 (dog.) | Bayern Monachium         |
| Eintracht Brunszwik  | 2:3 (dog.) | MSV Duisburg             |
| Arminia Hannover     | 1:4        | TSV 1860 Monachium       |

### Mecze powtórzonee
| Drużyna 1            | Wynik | Drużyna 2         |
| -------------------- | ----- | ----------------- |
| 1. FC Köln           | 1:0   | Borussia Dortmund |
| FK Pirmasens         | 0:1   | Alemannia Aachen  |
| Werder Brema         | 2:1   | Hessen Kassel     |
| Borussia Neunkirchen | 2:1   | Hannover 96 II    |

## Druga runda
Mecze rozgrywano od 3 do 14 lutego 1967 roku.
| Drużyna 1            | Wynik      | Drużyna 2          |
| -------------------- | ---------- | ------------------ |
| 1. FC Köln           | 0:0 (dog.) | Hamburger SV       |
| Alemannia Aachen     | 4:2        | Karlsruher SC      |
| Borussia Neunkirchen | 1:1 (dog.) | Werder Brema       |
| VfB Stuttgart        | 0:1        | FC Schalke 04      |
| 1. FC Kaiserslautern | 0:0 (dog.) | Kickers Offenbach  |
| Schwarz-Weiss Essen  | 1:1 (dog.) | Fortuna Düsseldorf |
| SpVgg Erkenschwick   | 1:3        | Bayern Monachium   |
| TSV 1860 Monachium   | 1:0        | MSV Duisburg       |

### Mecze powtórzone
| Drużyna 1          | Wynik      | Drużyna 2            |
| ------------------ | ---------- | -------------------- |
| Hamburger SV       | 2:0        | 1. FC Köln           |
| Werder Brema       | 1:2        | Borussia Neunkirchen |
| Kickers Offenbach  | 1:0 (dog.) | 1. FC Kaiserslautern |
| Fortuna Düsseldorf | 1:0        | Schwarz-Weiss Essen  |

## Ćwierćfinały
Mecze rozgrywano od 25 marca do 12 kwietnia 1967 roku.
| Drużyna 1          | Wynik      | Drużyna 2            |
| ------------------ | ---------- | -------------------- |
| TSV 1860 Monachium | 2:0        | Fortuna Düsseldorf   |
| Kickers Offenbach  | 0:0 (dog.) | Hamburger SV         |
| Alemannia Aachen   | 3:1        | Borussia Neunkirchen |
| FC Schalke 04      | 2:3        | Bayern Monachium     |

### Mecze powtórzone
| Drużyna 1    | Wynik | Drużyna 2         |
| ------------ | ----- | ----------------- |
| Hamburger SV | 2:0   | Kickers Offenbach |

## Półfinały
Mecze rozgrywano 6 maja 1967 roku.
| Drużyna 1        | Wynik | Drużyna 2          |
| ---------------- | ----- | ------------------ |
| Hamburger SV     | 3:1   | Alemannia Aachen   |
| Bayern Monachium | 3:1   | TSV 1860 Monachium |

## Finał
| 10 czerwca 1967 16:00 CEST | Bayern Monachium · Müller 23', 76' · Ohlhauser 72' · Dieter Brenninger 85' (k.) | 4:01:0Raport | Hamburger SV | Neckarstadion, Stuttgart Widzów: 68 000 Sędzia: Karl Niemeyer (Bad Godesberg) |
|                            |                                                                                 |              |              |                                                                               |

| BAYERN MONACHIUM: |   |                     |
|                   |   |                     |
| BR                | 1 | Sepp Maier          |
| OB                |   | Peter Kupferschmidt |
| OB                |   | Werner Olk (c)      |
| OB                |   | Georg Schwarzenbeck |
| PO                |   | Franz Roth          |
| PO                |   | Franz Beckenbauer   |
| PO                |   | Dieter Koulmann     |
| NA                |   | Rainer Ohlhauser    |
| NA                |   | Rudolf Nafziger     |
| NA                |   | Gerd Müller         |
| NA                |   | Dieter Brenninger   |
| Trener:           |   |                     |
| Zlatko Čajkovski  |   |                     |

| HAMBURGER SV:   |   |                     |
|                 |   |                     |
| BR              | 1 | Horst Schnoor       |
| OB              |   | Dieter Strauß       |
| OB              |   | Jürgen Kurbjuhn     |
| OB              |   | Helmut Sandmann     |
| OB              |   | Egon Horst          |
| OB              |   | Willi Schulz        |
| PO              |   | Manfred Pohlschmidt |
| PO              |   | Hans Schulz         |
| NA              |   | Charly Dörfel       |
| NA              |   | Uwe Seeler          |
| NA              |   | Bernd Dörfel        |
| Manager:        |   |                     |
| Josef Schneider |   |                     |

| Puchar Niemiec w piłce nożnej 1966–1967 Zwycięzcy |
| ------------------------------------------------- |
| Bayern Monachium 3. Tytuł                         |